# 魯西卡多利納
48°7′37″N 22°55′42″E / 48.12694°N 22.92833°E
魯西卡多利納（烏克蘭語：Руська Долина），是烏克蘭西部的村莊，隸屬外喀爾巴阡州的貝雷霍韋區。該村面積7.51平方公里，海拔高度121米，2001年人口442，人口密度每平方公里60人。